# Синяков, Александр Александрович
Александр Александрович Синяков (род. 1932, Ленинград, РСФСР, СССР) — советский и российский гребец, тренер по академической гребле. Заслуженный тренер РСФСР, Мастер спорта СССР.

## Биография
Родился в 1932 году в Ленинграде. С юношеских лет начал заниматься академической греблей. За свои успехи в выступлениях на соревнованиях был удостоен почётного звания Мастера спорта СССР.
После окончания выступлений перешёл на тренерскую работу. Окончил Государственный дважды орденоносный институт физической культуры им. П. Ф. Лесгафта.
Подготовил множество спортсменов: около сорока мастеров спорта и восемь мастеров спорта международного класса. Александр Клепиков — заслуженный мастер спорта СССР, чемпион мира (1976, четвёрка с рулевым), двукратный чемпион СССР (1977, 1978), чемпион Летних Олимпийских игр в Монреале (1976, гребля на четвёрке распашной с рулевым) по академической гребле.
За подготовку результативных спортсменов удостоен звания «Заслуженный тренер РСФСР».
В течение некоторого время работал старшим тренер-преподаватель по академической гребле в Санкт-Петербургском училище олимпийского резерва № 1.